# Zweites Vierkaiserjahr
Als Zweites Vierkaiserjahr (mitunter auch als Fünfkaiserjahr) wird das Jahr 193 nach Christus bezeichnet. In diesem Jahr wurden – nach der Ermordung des römischen Kaisers Commodus am 31. Dezember 192 – vier Männer zum Kaiser ausgerufen: Pertinax (Januar bis März 193), Didius Julianus (März bis Juni 193), Septimius Severus (193–211) und Pescennius Niger als Gegenkaiser (193–194). Schließlich konnte sich Septimius Severus im Jahr 197 nach seinem Sieg über einen weiteren Thronprätendenten, den 195 zum Kaiser erhobenen Clodius Albinus, endgültig durchsetzen.
Das Erste Vierkaiserjahr war das Jahr 69 n. Chr., in dem nach dem Tod Neros ebenfalls Bürgerkriege ausbrachen.

## Die Kaiser des Jahres 193

### Pertinax

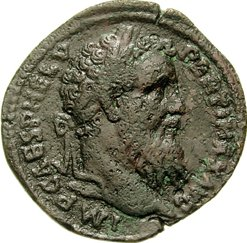
Pertinax

Am 31. Dezember 192 wurde Kaiser Commodus ermordet. Pertinax wurde sofort zum Nachfolger ausgerufen. Er versuchte, die von seinem Vorgänger zerrütteten Staatsfinanzen durch Sparmaßnahmen zu sanieren. Damit machte er sich aber bei den Prätorianern unbeliebt. Einige von ihnen ließ er wegen einer Verschwörung hinrichten. Daher wurde er am 28. März 193 von Mitgliedern der Prätorianergarde ermordet.

### Didius Julianus

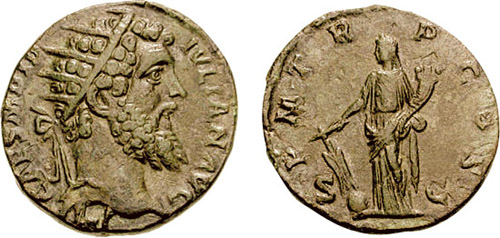
Didius Julianus

Nach dem Tode des Pertinax erreichte das Ansehen des Kaisertums einen Tiefpunkt, als die Prätorianer den Kaiserthron an den Meistbietenden, den Senator Didius Julianus, versteigerten. Der neue Herrscher hielt seine Versprechen jedoch nicht ein, konnte sich keinen Respekt verschaffen und wurde nach zwei Monaten am 1. Juni ermordet. In den Provinzen wurde er nicht anerkannt.

### Septimius Severus

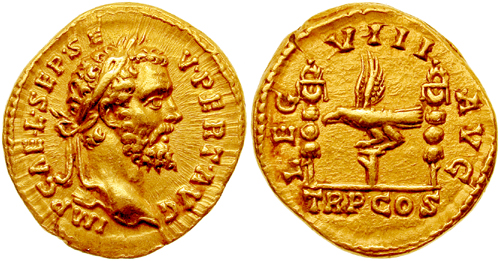
Septimius Severus

Bald nach der Ermordung des Kaisers Pertinax wurde Septimius Severus im April in Carnuntum, der Hauptstadt von Oberpannonien, zum Kaiser ausgerufen. Er eilte daraufhin nach Italien und nahm Rom am 9. Juni ohne Widerstand ein, wobei er sich selbst zum Adoptivsohn des 180 gestorbenen Kaisers Mark Aurel erklärte. Er setzte sich gegen die Konkurrenten durch, indem er Clodius Albinus (einen fünften Prätendenten, siehe unten) zunächst diplomatisch beschwichtigte, dann Pescennius Niger in einem blutigen Krieg ausschaltete und sich zuletzt auch gegen Albinus wandte. 197 war er Alleinherrscher. Er begründete die Dynastie der Severer und knüpfte dabei demonstrativ an die Adoptivkaiser an, indem er sich (fiktiv) als Adoptivsohn von Mark Aurel darstellte und seine beiden Söhne Antoninus nannte.

### Pescennius Niger

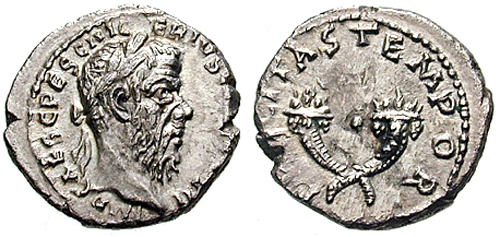
Pescennius Niger

Gaius Pescennius Niger war von 193 bis 194 Gegenkaiser. Nach dem Mord an Kaiser Pertinax wurde er im April in Syrien, wo er Statthalter war, zum Kaiser ausgerufen. Im folgenden Jahr wurde er von seinem Rivalen Septimius Severus besiegt und auf der Flucht getötet.

## Weitere Thronprätendenten
Vor allem in der englischsprachigen Forschung wird das Jahr 193 auch als Fünfkaiserjahr bezeichnet, weil ein fünfter Prätendent, Clodius Albinus, auftrat. Dieser ließ sich aber auf Verhandlungen mit Septimius Severus ein, der ihm den Titel eines Caesar zugestand und versprach, ihn zu seinem Nachfolger zu ernennen. Als Septimius Severus aber in der folgenden Zeit deutlich zu erkennen gab, dass er in Wirklichkeit seine Söhne Caracalla und Geta als Nachfolger vorsah, ließ sich Albinus im Jahr 195 doch noch zum Augustus ausrufen. Die Angabe der Historia Augusta, Albinus habe bereits 193 den Rang eines Augustus beansprucht, bevor er sich mit Septimius Severus einigte, wird in der neueren Forschung meist für unglaubwürdig gehalten.
Wollte man alle Thronprätendenten des Jahres zu den Kaisern zählen, so war 193 sogar ein „Sechskaiserjahr“, da Pertinax’ Schwiegervater Titus Flavius Sulpicianus, Stadtpräfekt von Rom, mit Didius Julianus wetteiferte, als die Kaiserwürde „versteigert“ wurde. Daher findet man, obwohl Sulpicianus nicht zum Kaiser ausgerufen wurde, in der angelsächsischen Literatur vereinzelt auch den Begriff Year of the Six Emperors für das Jahr 193. In der deutschsprachigen Forschung hingegen wird gewöhnlich nur das Jahr 238 als Sechskaiserjahr bezeichnet.